# 상동고등학교 (경기)
상동고등학교(上洞高等學校)는 대한민국 경기도 부천시 원미구 상동에 있는 공립 고등학교이다.

## 학교 연혁
- 2002년 1월 14일 : 부인고등학교 설립 인가 (15학급)
- 2002년 3월 1일 : 초대 김길수 교장 취임
- 2002년 3월 2일 : 부인고등학교 개교
- 2002년 3월 5일 : 2002학년도 신입생 입학식 (15학급 531명)
- 2003년 3월 1일 : 상동고등학교 교명 변경
- 2005년 2월 15일 : 제1회 졸업식 (14학급 475명)
- 2014년 3월 16일 : 방송통신고등학교 개교 (2학급 63명)
- 2022년 3월 1일 : 제7대 한도희 교장 취임
- 2024년 1월 5일 : 제20회 졸업식 (9학급 220명)
- 2024년 3월 4일 : 2024학년도 신입생 입학식 (9학급 227명)

## 참고 자료
- 상동고등학교 - 한국교육학술정보원 학교알리미